# Hirohito (imię)
Hirohito (jap. ひろひと, ヒロヒト) – męskie imię japońskie.

## Możliwa pisownia
Hirohito można zapisać, używając wielu różnych znaków kanji i może znaczyć m.in.:
- 裕仁, „dostatek, życzliwość”
- 宏人, „szeroki, człowiek”

## Znane osoby
- Hirohito (裕仁), 124. cesarz Japonii, panował w latach 1926–1989
- Hirohito Gotō (ひろひと), japoński reżyser, dramaturg i aktor
- Hirohito Ōta (宏人), japoński niezależny pisarz